# Geißlitz (Priestewitz)
Geißlitz ist ein Ortsteil der Gemeinde Priestewitz im Landkreis Meißen in Sachsen.

## Geografie und Verkehrsanbindung
Der 222 Hektar umfassende Ort liegt etwa zwei Kilometer südöstlich des Kernortes Priestewitz an der Kreisstraße K 8553. Durch den Ort verläuft die Bahnstrecke Leipzig–Dresden, welche Geißlitz vom Zwillingsdorf Baßlitz räumlich trennt. Die B 101 verläuft westlich. Eine Buslinie verbindet Geißlitz unter anderem mit Priestewitz und Großenhain.
Der Bierlichtbach, ein Zufluss des Hopfenbaches, fließt am westlichen Ortsrand.

## Geschichte
Urkundlich erstmals erwähnt wurde der Ort im Jahre 1288 als Gizlewitz. Der Ortsname wird als „Siedlung der Leute eines Gisilo“ gedeutet. Weitere Formen des Ortsnamens waren im Laufe der Zeit: Gizzelwitz (1296), Gisselwicz, Gysselwicz, Gisilwicz (1350), Gyselwicz (1378), Geuselitz (1551), Geiseliz (1555) und schließlich Geißlitz im Jahre 1791.
Angelegt wurde der Ort einst als durchbrochenes Sackgassendorf mit gewannähnlicher Streifenflur. Der sächsische Heimat- und Höhlenforscher Otto Mörtzsch schrieb in seinem 1935 erschienenen Werk „Topographische Beschreibung der Amtshauptmannschaft Großenhain“, dass in Geißlitz noch ein deutlicher Rundlingskern zu erkennen gewesen sei. Im Laufe der Jahrhunderte gab es einige Besitzerwechsel. Im Jahre 1350 noch als Allod erwähnt, zahlte der Ort im Jahre 1406 Landbete nach Hayn. Im Jahre 1551 ist Geißlitz zum Teil bereits Amtsdorf. Zu dieser Zeit befindet sich Geißliz auch ein Dingstuhl. Recht wird von einem walzenden Richter gesprochen.
Kirchlich war der Ort, welcher 1406 eine Größe von 12 Hufen umfasste, seit 1540 nach Lenz eingemeindet. Die Schule mussten die Kinder des Dorfes im benachbarten Baßlitz besuchen, welches allerdings erst im Jahre 1859 eine eigene Schule erhielt, die 1887 noch einmal umgebaut wurde. Um 1840 sind in Geißlitz 100 Einwohner verzeichnet.
Am 1. Januar 1950 wurden die bisher eigenständigen Gemeinden Geißlitz und Böhla nach Baßlitz eingegliedert. Seit dem 1. Januar 1999 gehört Baßlitz zur Gemeinde Priestewitz.

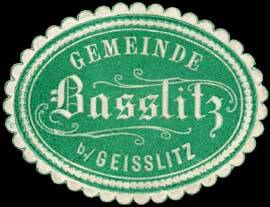
Alte Siegelmarke von Baßlitz mit der Ortsbezeichnung Geisslitz (datiert zwischen 1850 und 1923)

## Kultur und Sehenswürdigkeiten
In der örtlichen Denkmalliste sind mehrere historische Denkmäler und Gebäude verzeichnet. Unter Denkmalschutz stehen hier unter anderem zwei Wohnstallhäuser in der Hauptstraße 28 und 29, die in den Jahren 1876 und 1866 entstanden.
Ebenfalls unter Denkmalschutz steht ein Wohnhaus in der Kirchstraße 4. Die Entstehungszeit dieses Hauses wird auf das Jahr 1852 datiert.